# 尚之孝
尚之孝（1639年—1696年），汉军镶蓝旗人，平南王尚可喜次子，初为平南藩下都统，三藩之乱爆发后，率部与广东叛军作战。因尚可喜厌恶长子尚之信所作所为，尚之孝获袭平南王爵，但之孝害怕之信不满，旋即辞去爵位。康熙帝以尚之孝为平南大将军统兵平叛。此后，尚之信反清，尚之孝的兵权被剥夺，闲居广州。尚之信归顺清廷后，尚之孝被召还京师，授内大臣，后再授宣义将军，南下江西平叛，多有斩获。江西平定后，尚之孝上书朝廷请求归葬其父于海城并为之守墓，不久，因事革职。康熙三十五年（1696年），尚之孝病死于海城。

## 生平
尚之孝为平南王尚可喜次子，幼年追随其父于镇所。1674年，尚之孝被任命为平南藩下都统，当时恰逢三藩之乱爆发，潮州总兵刘进忠响应靖南王耿精忠据城反叛，尚之孝率部与之作战。之前，尚可喜以长子尚之信为平南王继承人，后因尚之信嗜酒滥杀，而尚之孝严于律己、宽待部署，便有意改以之孝袭爵，自己为太上王，康熙帝遂命尚之孝袭平南王爵。然而，尚之孝畏惧尚之信，示意巡抚刘秉衡为其请辞，朝廷遂仍以尚可喜管理藩内事务，待叛乱平定后再令之孝袭爵。当时，普宁被刘进忠部下刘斌占据，但知县段藻暗中与尚之孝约为内应。尚之孝将刘斌诱出城外作战，段藻趁机关闭城门，刘斌大败而走，清军收复普宁，进击潮州。刘进忠率众抵御，尚之孝三战三捷，阵斩副将陈琏等兵将一千余人，此后又连克东津、笔架山、洗马桥等处敌营。1675年，康熙帝封尚之孝为平南大将军。尚之孝围攻潮州一年有余，刘进忠向郑经求援，郑经派遣刘国轩领兵一万余人助战，尚之孝不敌、退驻惠州。
1676年，尚可喜病情加重，康熙帝命尚之孝回广州探视并执掌藩务。然而，尚之孝还没接到命令，尚之信已起兵反清，并胁迫之孝放弃惠州。尚之孝没有抵抗，遂放弃兵权，回广州服侍其父。不久，尚可喜病死，尚之孝闲居广州。1677年，尚之信归顺清廷，袭平南王爵，尚之孝被之信排挤，朝廷将其召回京师，授内大臣。尚之孝上疏募兵请战，朝廷同意其请求，令其前往简亲王喇布军前效力，授予其宣义将军。1678年，尚之孝率领所部至江西，与总兵许盛进剿吉安、赣州吴军，多有斩获。1679年，尚之孝招降吴军总兵林兴隆、参将王国赞等战将二十余员、士兵六千余人。吴将杨一豹、江机进犯福建，尚之孝领兵赴闽，至汀州，杨一豹等人已向康亲王杰书投降，尚之孝返回江西。1680年，江西平定，尚之孝被召回京师，所部编为绿旗营留镇江西。
同年九月，尚之信获罪被赐死于广州，部议尚之孝应该连坐，被康熙帝赦免，入朝仍随内大臣之列。1681年五月，尚之孝奏请朝廷以迎其父灵柩于广州，归葬海城。获朝廷允许后，尚之孝亦久留海城，并奏请守陵。1683年，议政大臣等追论尚之孝先前不能御敌、滞留海城、计图安逸等罪，提议将尚之孝革职、子弟归入内务府，康熙帝将其从宽发落，仅削其职。1696年，尚之孝病死，时年五十七岁。

## 家庭
- 胞兄尚之信。
- 胞弟领侍卫内大臣尚之隆。后代有光緒十八年（1892年）壬辰科进士尚其亨。
- 子尚崇坦，官至镶红旗汉军副都统[參⁠ 4]。
- 女儿尚佳氏，嫁镶红旗宗室素嚴，其胞兄瑚圖禮（子寧仁，孙敦誠、敦敏 ），父奉恩輔國公綽克託，祖父鎮國公傅勒赫，后代有同治十三年（1874年）甲戌科进士宗室良贵。